# گمینا پوتووروو
گمینا پوتووروو (به لهستانی:  Gmina Potworów) یک گمینا در لهستان است که در شهرستان پژسوخا واقع شده‌است. گمینا پوتووروو ۸۱٫۸۹ کیلومتر مربع مساحت و ۴٬۲۸۸ نفر جمعیت دارد.